# Cyanoramphus
Cyanoramphus – rodzaj ptaków z podrodziny dam (Loriinae) w obrębie rodziny papug wschodnich (Psittaculidae).

## Zasięg występowania
Rodzaj obejmuje gatunki występujące na Nowej Kaledonii, Norfolku, Lord Howe, Wyspach Antypodów, Nowej Zelandii i Chatham.

## Morfologia
Długość ciała 20–30 cm; masa ciała 50–113 g.

## Systematyka

### Etymologia
- Cyanoramphus (Cyanorhamphus, Cyanorhynchus (gr. ῥυγχος rhunkhos „dziób”)): gr. κυανος kuanos „modry, ciemnoniebiesk”i; ῥαμφος rhamphos „dziób”[9].
- Bulleria: Sir Walter Lawry Buller (1838–1906), nowozelandzki prawnik, ornitolog[10]. Gatunek typowy: Platycercus unicolor Lear, 1831.
- Notopsittacus: gr. νοτος notos „południe, południowy zachód”; ψιττακος psittakos „papuga”[11]. Gatunek typowy: Psittacus ulietanus J.F. Gmelin, 1788.
- Phippspsittacus: Graeme R. Phipps, australijski awikulturolog i konserwatysta; gr. ψιττακος psittakos „papuga”[12]. Gatunek typowy: Psittacus novaezelandiae Sparrman, 1787.
- Pallacidopsittacus: gr. παλλακις pallakis, παλλακιδος pallakidos „konkubina”; ψιττακος psittakos „papuga”[13].

### Podział systematyczny
Do rodzaju należą następujące gatunki:
- Cyanoramphus zealandicus (Latham, 1790) – modrolotka czarnoczelna – takson wymarły, występował na Tahiti[15]
- Cyanoramphus ulietanus (J.F. Gmelin, 1788) – modrolotka brązowogłowa – takson wymarły[15], występował na Raiatea[16]
- Cyanoramphus saisseti J. Verreaux & Des Murs, 1860 – modrolotka żółtawa
- Cyanoramphus forbesi Rothschild, 1893 – modrolotka szmaragdowa
- Cyanoramphus cookii (G.R. Gray, 1859) – modrolotka kozia
- Cyanoramphus unicolor (Lear, 1831) – modrolotka zielona
- Cyanoramphus auriceps (Kuhl, 1820) – modrolotka żółtoczapkowa
- Cyanoramphus malherbi Souancé, 1857 – modrolotka mała
- Cyanoramphus hochstetteri (Reischek, 1889) – modrolotka złotawa
- Cyanoramphus novaezelandiae (Sparrman, 1787) – modrolotka czerwonoczelna